# Coloeus
Coloeus este un gen de păsări, care este considerat uneori, inclusiv de Uniunea Internațională pentru Conservarea Naturii (IUCN), ca un subgen al genului Corvus. Acesta conține două specii relativ mici de păsări care sunt numite stăncuțe sau ceuci. Ele au un penaj negru pe cap, aripi și coadă, în timp ce restul penajului este spălăcit. Cuvântul Coloeus este un cuvânt neolatin, ce provine dintr-un cuvânt din greaca veche: koloiós (κολοιός).
În timp ce unii autori consideră Coloeus un subgen al genului Corvus, alții au clasificat Coloeus ca un gen distinct din familia Corvidae. Potrivit lucrării Birds of South Asia. The Ripley Guide, Congresul Ornitologic Internațional a mutat, de asemenea, cele două specii de stăncuță din genul Corvus în genul Coloeus.
Speciile sunt stăncuța vestică (Corvus monedula), care cuibărește în Insulele Britanice și în Europa de vest, Scandinavia, nordul Asiei și nordul Africii, și stăncuța estică (Corvus dauuricus), întâlnită pe un teritoriu cuprins între Europa de est și Japonia. Stăncuțele din specia estică sunt mai mici decât cele din specia vestică, iar în perioada adultă zonele pale ale penajului sunt aproape albe, în timp ce la specia vestică aceste zone sunt de culoare gri. Irisul este pal la stăncuța vestică și întunecat la stăncuța estică. Cele două specii sunt de altfel foarte similare ca aspect, sunete scoase și comportament. Acesta este un argument pentru conviețuirea laolaltă a membrilor acestui subgen ca o singură specie, dar păsările din specii diferite nu se împerechează între ele atunci când se întâlnesc în Mongolia.